# Protambulyx goeldii
Protambulyx goeldii là một loài bướm đêm thuộc họ Sphingidae. Loài này có ở Brasil, Colombia, Guyana, Bolivia, phía nam Nicaragua, Costa Rica và có thể cả Panama.
Nó giống với Protambulyx astygonus nhưng có một đốm ở phía trên cánh trước.
Cá thể trưởng thành có lẽ mọc cánh quanh năm. Tại Bolivia, cá thể trưởng thành được ghi nhận vào tháng 4 và tháng 10.

## Hình ảnh

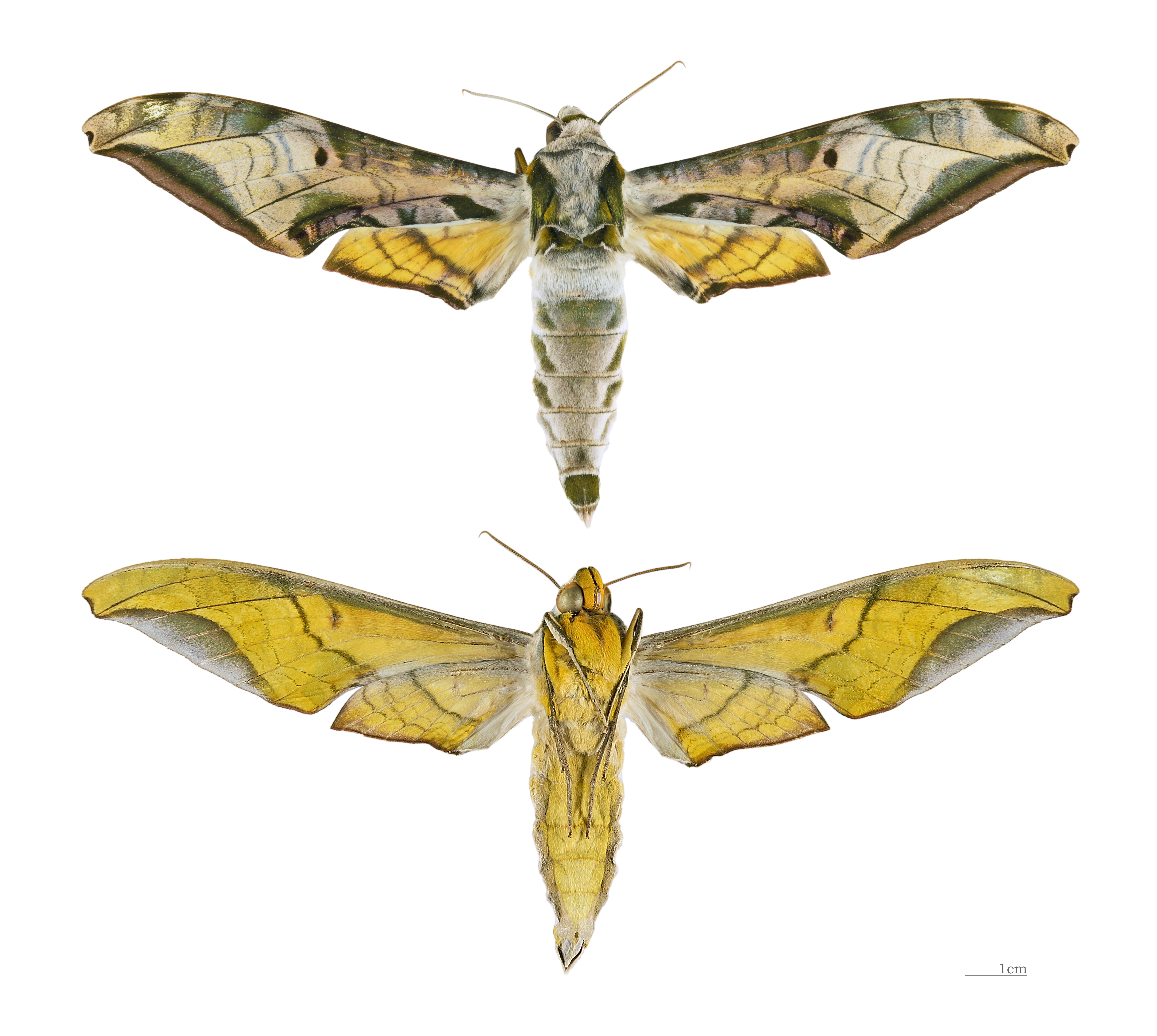
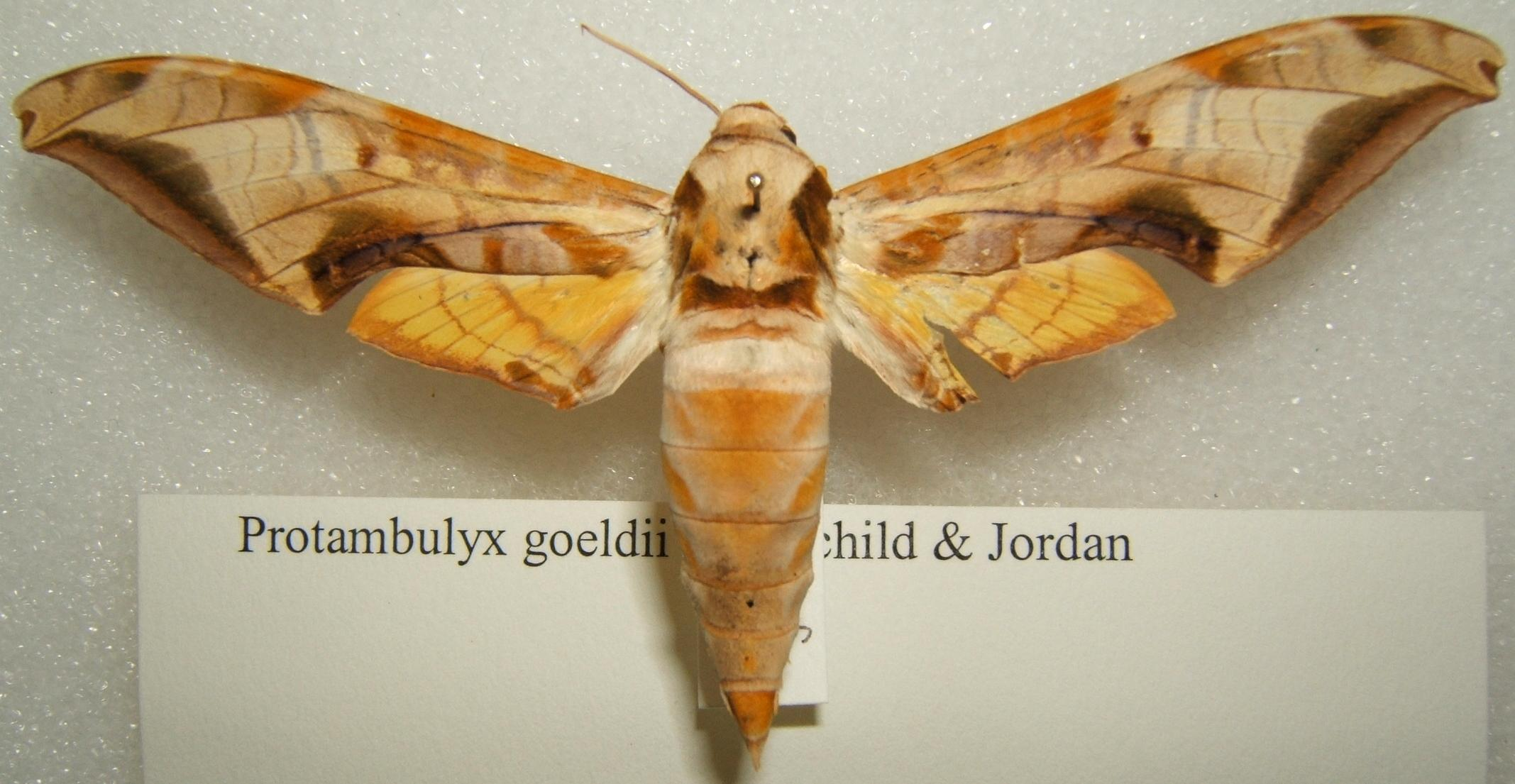